# Cytocanis denticulosa
Cytocanis denticulosa är en fjärilsart som beskrevs av Walker 1865. Cytocanis denticulosa ingår i släktet Cytocanis och familjen nattflyn. Inga underarter finns listade i Catalogue of Life.